# Виринкс, Роберт
Роберт Виринкс (нидерл. Robert Wierinckx 12 апреля 1915, Иксель — 29 декабря 2002, Риксансар, Валлония) — бельгийский профессиональный шоссейный велогонщик в 1934-1939 годах. Победитель этапа на Тур де Франс (1936).

## Достижения
1934
1-й Tour de l'Ouest 
1935
3-й Гран-при Фурми 
10-й Париж — Брюссель
1936
1-й — Этап 2 Тур де Франс
2-й Тур Бельгии — Генеральная классификация
6-й Париж — Брюссель
1937
1-й Circuit du Morbihan 
6-й Париж — Брюссель
1938
9-й Тур Германии — Генеральная классификация
1-й — Этапы 3, 6 и 10
1939
5-й Тур Германии — Генеральная классификация
7-й Париж — Рубе

## Статистика выступлений

### Гранд-туры
| Гранд-тур                 | 1936 | 1937 |
| ------------------------- | ---- | ---- |
| Джиро д’Италия            | —    | —    |
| Тур де Франс              | НФ   | НФ   |
| (c 2010 ) Вуэльта Испании | —    | НП   |

| —  | Не участвовал               |
| НП | Соревнование не проводилось |
| НФ | Не финишировал              |